# 凯拉库尔德
凯拉库尔德（Khera Khurd），是印度德里North West县的一个城镇。总人口8813（2001年）。

## 人口
该地2001年总人口8813人，其中男性4906人，女性3907人；0—6岁人口1140人，其中男667人，女473人；识字率72.22%，其中男性为78.33%，女性为64.55%。